# Federación Alemana de Sindicatos Libres
La Federación Alemana de Sindicatos Libres (en alemán: Freier Deutscher Gewerkschaftsbund, abreviado FDGB) era la central sindical única de la República Democrática Alemana (RDA). Después de la reunificación alemana en 1990, muchos de sus antiguos afiliados se integraron en la Federación Alemana de Sindicatos.

## Historia
La FDGB fue fundada después de la Segunda Guerra Mundial, en un congreso celebrado entre el 9 y 11 de febrero de 1946 en la Zona de ocupación soviética. Originalmente, estaba formada por 15 sindicatos a nivel de ramo de la producción. A partir de 1949, con la fundación de la República Democrática Alemana (RDA) se convirtió en el sindicato mayoritario en el país y en el único permitido. Casi todos los trabajadores de la RDA estaban afiliados a esta federación sindical, alcanzando en 1986 la cifra de 9,6 millones de afiliados (el 98% de la fuerza laboral del país).[cita requerida] A partir de 1950 formó parte del Frente Nacional de la Alemania Democrática y como miembro del mismo tenía representantes en la Cámara del Pueblo (Volkskammer). 
La FDGB también estuvo a cargo de la seguridad social de los trabajadores y funcionarios de la RDA, así como de las labores jurídicas de protección para los mismos.
Tras la caída del Muro de Berlín y la reunificación de Alemania en octubre de 1990 la FDGB se disolvió y muchos de sus afiliados se integraron en la Federación Alemana de Sindicatos.

## Secretarios generales
- Hans Jendretzky1 (1946–1948)
- Bernhard Göring1 (1946–1949)
- Ernst Lemmer1 (1946–1948)
- Herbert Warnke (1948–1975)
- Harry Tisch (1975–1989)
- Annelis Kimmel (1989–1990)
- Helga Mausch (1990)

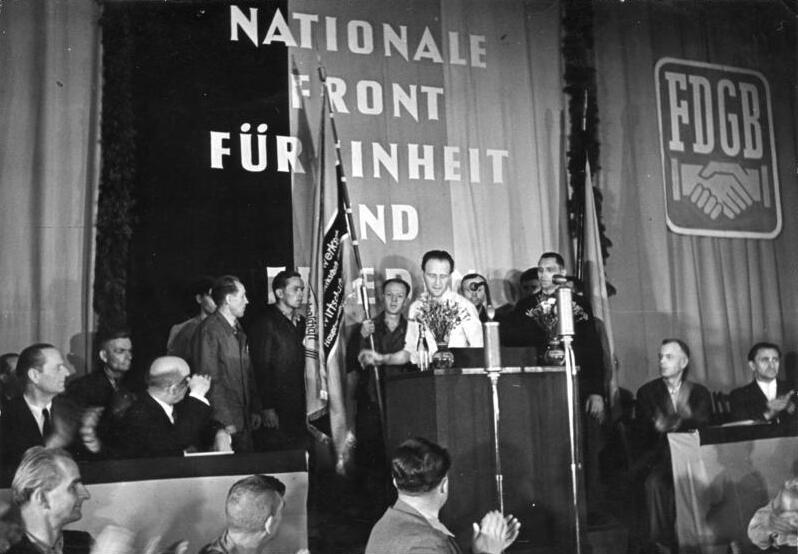
Acto del FDGB en 1949, dentro del Frente Nacional.

(1) Miembros de un triunvirato, hasta la unificación de la dirección en un solo dirigente.